# ماكغونيات
الماكغونيات (الاسم العلمي:†Macgowaniidae) هي فصيلة منقرضة من الإكصورات تضم جنس وحيد هي الماكغونية.